# 149728 Klostermann
149728 Klostermann este un asteroid din centura principală de asteroizi.

## Descriere
149728 Klostermann este un asteroid din centura principală de asteroizi. A fost descoperit pe 19 mai 2004 la Observatorul Kleť, în cadrul proiectului KLENOT. Asteroidul prezintă o orbită caracterizată de o semiaxă mare de 2,58 ua, o excentricitate de 0,09 și o înclinație de 15,5° în raport cu ecliptica.